# Gianni Colognese
Gianni Colognese (Milano, 1901 – Lugano, 1994) è stato un pittore italiano.

## Biografia
Dopo la prima guerra mondiale la famiglia lo mandò a Parigi dove, dopo un periodo di apprendistato in un'azienda cotoniera seguì degli studi artistici come autodidatta.
Rientrato a Milano partecipa a tutte le Mostre Sindacali Nazionali Fasciste ottenendo nel 1934 il premio della Confederazione Artisti e Professionisti; alle Biennali di Venezia del 1930, 1936 e 1940 e alla prima Quadriennale romana del 1931.
Nel 1940 gli viene assegnato il Premio Sallustio Fornara, istituito nel 1927 per volontà testamentaria dell’artista scomparso nel 1922, presso la Società per le Belle Arti ed Esposizione Permanente in cui venivano scelti dipinti eseguiti da autori nati in Lombardia ed esposti nelle sale del Palazzo della Permanente in occasione delle mostre sociali. L'opera, come tutte le altre 45 acquistate con il Premio, venne donata al Comune di Milano con cui la Permanente aveva stipulato una convenzione al fine di costituire una raccolta d’arte lombarda da collocare presso la Galleria d’Arte Moderna.
Nel 1948 espose alla Quadriennale di Roma Rassegna nazionale delle arti figurative.
Negli anni settanta Colognese si trasferì con la moglie Dina, al seguito del cognato Ferdinando Pica-Alfieri.  in Svizzera

## Esposizioni
- 1937 Mostra Provinciale di Milano, Palazzo della Società per le Belle Arti ed Esposizione Permanente, 9-31 ottobre [4][5]
- 1940 Biennale XXII di Venezia, Concorso paesaggio veneziano [6][7]
- 1948 espose alla Quadriennale di Roma Rassegna nazionale delle arti figurative

## Collocazioni pubbliche
Galleria d'Arte Moderna, Milano